# Ахалик
Ахалик (рос. Ахалик) — село Тункинського району, Бурятії Росії. Входить до складу Сільського поселення Тунка.
Населення — 305 осіб (2015 рік).